# Hidrometeorologia
Hidrometeorologia é um ramo da meteorologia e da hidrologia que estuda a transferência de água e energia entre a superfície terrestre e a baixa atmosfera. Os hidrólogos costumam usar dados fornecidos por meteorologistas. Como exemplo, um meteorologista pode prever duas a três polegadas (51 a 76 milímetros) de chuva em uma área específica, e um hidrólogo pode então prever qual seria o impacto específico dessa chuva no terreno local.
A UNESCO tem vários programas e atividades em andamento que lidam com o estudo de riscos naturais de origem hidrometeorológica e a mitigação de seus efeitos. Entre esses perigos estão os resultados de processos naturais e fenômenos atmosféricos, hidrológicos ou oceanográficos, como enchentes, ciclones tropicais, seca e desertificação. Muitos países estabeleceram uma capacidade hidrometeorológica operacional para auxiliar na previsão, alerta e informação ao público sobre esses perigos em desenvolvimento.

## Previsão hidrometeorológica
Um dos aspectos mais significativos da hidrometeorologia envolve previsões e tentativas de mitigar os efeitos de eventos de alta precipitação. Existem três maneiras principais de modelar fenômenos meteorológicos na previsão do tempo, incluindo nowcasting, previsão numérica do tempo e técnicas estatísticas. O nowcasting é bom para prever eventos em poucas horas, utilizando observações e dados de radar em tempo real para combiná-los com modelos numéricos de previsão do tempo. A principal técnica usada para prever o tempo, a previsão numérica do tempo, usa modelos matemáticos para explicar a atmosfera, o oceano e muitas outras variáveis ao produzir previsões. Essas previsões geralmente são usadas para prever eventos em dias ou semanas. Finalmente, as técnicas estatísticas usam regressões e outros métodos estatísticos para criar projeções de longo prazo que saem semanas e meses de cada vez. Esses modelos permitem que os cientistas visualizem como uma infinidade de variáveis diferentes interagem umas com as outras e ilustram uma grande imagem de como o clima da Terra interage consigo mesmo.

## Avaliação de risco
Um componente importante da hidrometeorologia é mitigar o risco associado a inundações e outras ameaças hidrológicas. Primeiro, deve haver conhecimento das possíveis ameaças hidrológicas que são esperadas em uma região específica. Depois de analisar as possíveis ameaças, sistemas de alerta são implementados para alertar rapidamente as pessoas e comunicar a elas a identidade e a magnitude da ameaça. Muitas nações têm seus próprios centros hidrometeorológicos regionais específicos que comunicam ameaças ao público. Finalmente, deve haver protocolos de resposta adequados para proteger o público durante um evento perigoso.

## Hidrometeorologia operacional na prática

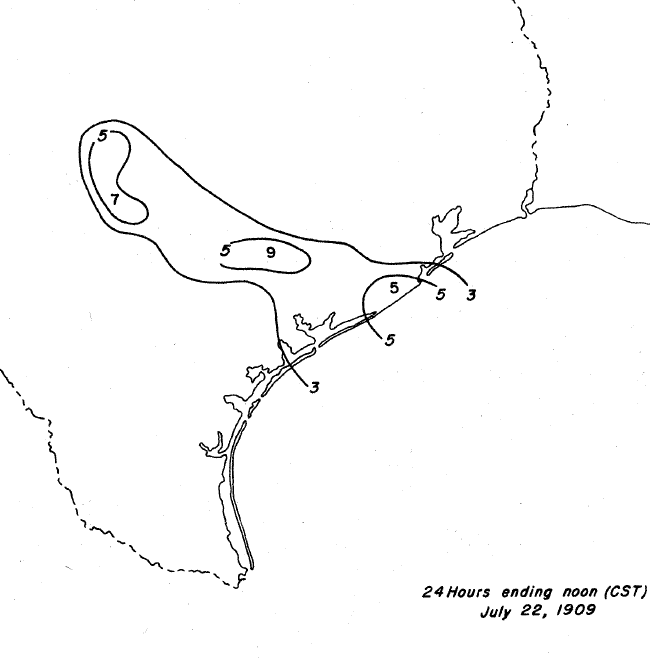
Previsões de chuva para o furacão em Velasco de 1909 produzido pelo Centro de Previsão Hidrometeorológica dos EUA (agora o Centro de Previsão do Tempo)

Os países com um serviço hidrometeorológico operacional atual incluem, entre outros:
- Austrália (Bureau de Meteorologia)
- Brasil (Centro Nacional de Monitoramento e Alertas de Desastres Naturais)[6]
- Canadá (Environment Canada)
- Inglaterra e País de Gales (Centro de Previsão de Inundações)[7]
- França[8]
- Alemanha[9]
- Índia[10]
- Escócia (Serviço de Previsão de Inundações)[11]
- Sérvia (Serviço Hidrometeorológico da República da Sérvia)[12]
- Rússia (Centro Hidrometeorológico da Rússia)
- Estados Unidos (Centro de Previsões Hidrometeorológicas, conhecido como Centro de Previsão do Tempo desde 2013)